# Gaimardia tasmanica
Gaimardia tasmanica is een tweekleppigensoort uit de familie van de Cyamiidae. De wetenschappelijke naam van de soort is voor het eerst geldig gepubliceerd in 1883 door Beddome.